# 图巴 (札萨克图汗部)
图巴 ，清朝蒙古王公，喀尔喀蒙古札萨克图汗部人，硕垒乌巴什的曾孙，杭图岱之孙，根惇之子，博尔济吉特氏。
图巴开始为躲避准噶尔汗国噶尔丹侵扰，逃到青海，后来归附清朝。随博贝从布噜勒进军，征伐准噶尔，立功，被康熙帝授为一等台吉。之后又跟随土谢图汗贝勒丹津多尔济至巴里坤，封辅国公，赐双眼孔雀翎。前去察罕瘦尔，因为援征不力，私归游牧，被削爵。不久再被授为一等台吉。